# Lepilemur
Lepilemur é um gênero de lêmures da família Lepilemuridae. Pode ser encontrado apenas em Madagascar. Os membros desse gênero são conhecidos como lêmures-saltadores.

## Espécies
- Lepilemur aeeclis Andriaholinirina et al., 2006
- Lepilemur ahmansoni Louis et al., 2006
- Lepilemur ankaranensis Rumpler e Albignac, 1975
- Lepilemur betsileo Louis et al., 2006
- Lepilemur dorsalis Gray, 1870
- Lepilemur edwardsi (Forbes, 1894)
- Lepilemur fleuretae Louis et al., 2006
- Lepilemur grewcocki Louis et al., 2006
- Lepilemur hubbardi Louis et al., 2006
- Lepilemur jamesi Louis et al., 2006
- Lepilemur leucopus (Major, 1894)
- Lepilemur manasamody Craul et al., 2007
- Lepilemur microdon (Forbes, 1894)
- Lepilemur milanoii Louis et al., 2006
- Lepilemur mustelinus I. Geoffroy Saint-Hilaire, 1851
- Lepilemur otto Craul et al., 2007
- Lepilemur petteri Louis et al., 2006
- Lepilemur randrianasoli Andriaholinirina et al., 2006
- Lepilemur ruficaudatus A. Grandidier, 1867
- Lepilemur sahamalazensis Andriaholinirina et al., 2006
- Lepilemur scottorum Lei et al., 2008
- Lepilemur seali Louis et al., 2006
- Lepilemur septentrionalis Rumpler e Albignac, 1975
- Lepilemur tymerlachsoni Louis et al., 2006
- Lepilemur wrighti Louis et al., 2006